# Europeiska inomhusmästerskapen i friidrott 1977
Europeiska inomhusmästerskapen i friidrott 1977 genomfördes i San Sebastián, Spanien 1977. 

## Medaljörer, resultat

### Herrar

#### 60 m
- 1 Valerij Borzov, Sovjetunionen – 6,59
- 2 Christer Garpenborg, Sverige – 6,60
- 3 Marian Woronin, Polen – 6,67

#### 400 m
- 1 Alfons Brydenbach, Belgien  – 46,53
- 2 Francis Demarthon, Frankrike  – 47,11
- 3 Marian Gesicki, Polen – 47,21

#### 800 m
- 1 Sebastian Coe, Storbritannien  – 1.46,5
- 2 Erwin Gihlke, Östtyskland  – 1.47,2
- 3 Rolf Gysin, Schweiz – 1.47,6

#### 1 500 m
- 1 Jürgen Straub, Östtyskland – 3.46,5
- 2 Paul-Heinz Wellmann, Västtyskland – 3.46,6
- 3 János Zemen, Ungern – 3.46,6

#### 3 000 m
- 1 Karl Fleschen, Västtyskland – 7.57,5
- 2 Pekka Päivärinta, Finland – 7.59,3
- 3 Markus Ryffel, Schweiz – 8.00,3

#### Häck 60 m
- 1 Thomas Munckelt, Östtyskland – 7,62
- 2 Viktor Mjasnikov, Sovjetunionen – 7,79
- 3 Arto Bryggare, Finland  – 7,79

#### Stafett 4 x 400 m
- Ingen tävling

#### Höjdhopp
- 1 Jacek Wszola, Polen – 2,25
- 2 Rolf Beilschmidt, Östtyskland – 2,22
- 3 Ruud Wielart, Nederländerna – 2,22

#### Längdhopp
- 1 Hans Baumgartner, Västtyskland – 7,96
- 2 Lutz Francke, Östtyskland – 7,89
- 3 László Szalma, Ungern – 7,78

#### Stavhopp
- 1 Wladyslaw Kozakiewicz, Polen  – 5,51
- 2 Antti Kalliomäki, Finland – 5,31
- 3 Mariusz Klimczyk, Polen – 5,20

#### Trestegshopp
- 1 Viktor Sanejev, Sovjetunionen – 16,65
- 2 Jaak Uudmäe, Sovjetunionen – 16,46
- 3 Bernard Lamitié, Frankrike – 16,45

#### Kulstötning
- 1 Hreinn Haldórsson, Island – 20,59
- 2 Geoff Capes, Storbritannien – 20,46
- 3 Wladyslaw Komar, Polen – 20,17

### Damer

#### 60 m
- 1 Marlies Oelsner, Östtyskland – 7,17
- 2 Ljudmila Storozjkova, Sovjetunionen – 7,24
- 3 Rita Bottiglieri, Italien – 7,34

#### 400 m
- 1 Marita Koch, Östtyskland  – 51,14
- 2 Verona Elder, Storbritannien – 52,75
- 3 Jelica Pavlicić, Jugoslavien – 53,49

#### 800 m
- 1 Jane Colebrook, Storbritannien – 2.01,1
- 2 Totka Petrova, Bulgarien – 2.01,2
- 3 Elżbieta Katolik, Polen – 2.01,3

#### 1 500 m
- 1 Mary Stewart, Storbritannien – 4.09,4
- 2 Vesela Jatsinska, Bulgarien – 4.10,0
- 3 Rumiana Tjavdarova, Bulgarien – 4.11,3

#### Häck 60 m
- 1 Ljubov Likitenko, Sovjetunionen – 8,29
- 2 Zofia Filip, Polen – 8,34
- 3 Rita Bottiglieri, Italien – 8,39

#### Stafett 4 x 400 m
- Ingen tävling

#### Höjdhopp
- 1 Sara Simeoni, Italien – 1,92
- 2 Brigitte Holzapfel, Västtyskland – 1,89
- 3 Edit Sámuel, Ungern – 1,86

#### Längdhopp
- 1 Jarmila Nygrýnová, Tjeckoslovakien  – 6,63
- 2 Idikó Erdélyi, Ungern  – 6,55
- 3 Heidemarie Wycisk, Östtyskland – 6,40

#### Kulstötning
- 1 Helena Fibingerová, Tjeckoslovakien – 21,46
- 2 Ilona Slupianek, Östtyskland  – 21,12
- 3 Eva Wilms, Västtyskland – 20,87

## Medaljfördelning
| Medaljfördelning |                 |      |        |       |        |
| Plats            | Land            | Guld | Silver | Brons | Totalt |
| 1                | Östtyskland     | 4    | 4      | 1     | 9      |
| 2                | Sovjetunionen   | 3    | 3      | 0     | 6      |
| 3                | Storbritannien  | 3    | 2      | 0     | 5      |
| 4                | Västtyskland    | 2    | 2      | 1     | 5      |
| 5                | Polen           | 2    | 1      | 5     | 8      |
| 6                | Tjeckoslovakien | 2    | 0      | 0     | 2      |
| 7                | Italien         | 1    | 0      | 2     | 3      |
| 8                | Belgien         | 1    | 0      | 0     | 1      |
|                  | Island          | 1    | 0      | 0     | 1      |
| 10               | Finland         | 0    | 2      | 1     | 3      |
|                  | Bulgarien       | 0    | 2      | 1     | 3      |
| 12               | Ungern          | 0    | 1      | 3     | 4      |
| 13               | Frankrike       | 0    | 1      | 1     | 2      |
| 14               | Sverige         | 0    | 1      | 0     | 1      |
| 15               | Schweiz         | 0    | 0      | 2     | 2      |
| 16               | Jugoslavien     | 0    | 0      | 1     | 1      |
|                  | Nederländerna   | 0    | 0      | 1     | 1      |